# Archon: The Light and the Dark
Archon: The Light and the Dark est un jeu vidéo de stratégie au tour par tour développé par Free Fall Associates et publié par Electronic Arts en 1983. Il reprend le principe des échecs en y ajoutant des phases de combat. Le jeu est à l'origine développé pour l'Atari 8-bit puis est porté sur Apple II, Commodore 64, Amstrad CPC, ZX Spectrum, Amiga, IBM PC, Macintosh, PC-88 et NES.

## Système de jeu
Chaque pièce est placée sur l'échiquier en fonction de sa portée de déplacement et compose une armée qui représente la lumière ou l'ombre. Lorsqu'une unité tente d'en prendre une autre, les deux sont transportées dans une arène de combat pour déterminer le vainqueur. Une unité peut rester blessée même après avoir remporté son duel ce qui réduit ses chances de victoires lors d'un prochain combat. On peut également assister à l'élimination des deux pièces simultanément. Des obstacles apparaissent lors de l'affrontement et offrent une couverture aux combattants. Chaque pièce possède des capacités différentes telles que la vitesse de déplacement, la vie, la puissance de l'arme ou d'autres attributs. Un cycle jour-nuit affecte certaines zones de l'échiquier, procurant une amélioration provisoire aux unités situées sur ces cases.  Certaines pièces ont des capacités spéciales. Le phénix peut se transformer en boule de feu et le métamorphe peut prendre la forme et les pouvoirs de n'importe quelle autre unité ennemie. Le roi est représenté par une sorcière pour le côté de l'ombre et par un magicien pour le côté de la lumière. Ils maîtrisent sept sorts qui permettent de soigner, de se téléporter ou d'invoquer des monstres. Chaque sort n'étant disponible qu'une seule fois par partie. Le jeu est gagné lorsque toutes les unités adverses sont détruites ou lorsqu'un joueur occupe cinq points stratégiques. Plus rarement, on peut emprisonner la dernière pièce ennemie et attendre qu'elle se fasse recouvrir par la nuit.

## Développement
Archon est développé par Jon Freeman, Anne Westfall et Paul Reiche III, les trois fondateurs du studio Free Fall Associate. L’idée de base du jeu est de combiner des éléments des deux principaux types de jeu sur ordinateur de l’époque : les jeux de réflexion comme les jeux d'échecs, d'aventure ou de stratégie et les jeux d’action inspirés des jeux d’arcade. Encouragé par la signature de leurs premiers contrats avec Electronic Arts, les trois développeurs imaginent alors un jeu de réflexion incorporant des éléments de jeu d’action destinés à la rendre plus dynamique, plus imprévisible et moins austère qu’un jeu comme les échecs. Pour concrétiser cette idée, ils s’inspirent principalement du jeu d’échecs dont ils modifient les règles, les pièces et les cases et auquel ils ajoutent des éléments de combat. Pour le plateau de jeu, ils choisissent d’utiliser un échiquier de seulement 9x9 cases, qui représente le meilleur compromis entre les capacités d’affichage des Atari 8-bits et les possibilités tactiques : un plateau de 10x10 cases tient en effet à peine à l’écran alors qu’un plateau de 8x8 cases ou moins limite les options tactiques. Du fait de ce format, l’échiquier est coupé en quatre par deux lignes (horizontale et verticale) qui se croisent en son centre et qui définissent les cases stratégiques du plateau de jeu. Plutôt que de capturer le roi adverse, l’objectif du jeu devient ainsi de contrôler cinq points stratégiques positionnés sur ces lignes centrales. Pour rendre le jeu plus dynamique et le différencier de son modèle, ils imaginent par ailleurs de faire varier la couleur de certaines cases au cours de la partie. Plusieurs itérations sont nécessaires pour définir la répartition de ces cases variables sur l’échiquier en considérant l’aspect visuel du plateau et l’équilibre du jeu : ce dernier représentant un combat entre la lumière et l’obscurité, ils choisissent en effet d’avantager les pièces blanches sur les cases blanches et inversement, d’où la nécessité de donner une couleur variable aux cases stratégiques afin de garantir un certain équilibre entre les deux camps,.
Les éléments de combat sont incorporés au jeu avec l’idée de le rendre moins prévisible pour notamment encourager les joueurs à changer et à adapter leur stratégie. Les combats introduisent ainsi un élément de risque, absent des échecs, dans la capture des pièces qui ne dépend plus seulement de la stratégie mais aussi de la rapidité et des réflexes du joueur. Ils décident notamment de doter les arènes de décors variables, avec des barrières qui apparaissent ou disparaissent, pour empêcher les joueurs de se cacher derrière un obstacle et ainsi rendre les combats plus dynamiques. Ils laissent également la possibilité de terminer les combats avec la destruction des deux pièces. Les pièces et les armes sont imaginées par Paul Reiche et Jon Freeman. Ils consultent pour cela de nombreux livres sur le thème de la fantasy ou de la mythologie à la recherche d’éléments pouvant être associés au thème du combat entre la lumière et l’obscurité. Ils cherchent également à créer une opposition entre les deux camps tout en garantissant un certain équilibre. Ils dotent pour cela chaque camp de pièces différentes mais d’efficacité équivalente. Leur approche se révèle payante et en phase de test, l’équilibre des pièces et des armes ne nécessitent que quelques ajustements mineurs. Pour ajouter de nouvelles options tactiques et renforcer le thème médiéval-fantastique du jeu, ils décident de doter chaque camp d’un magicien ou d’un sorcier capable de lancer des sortilèges pour influer sur le cours de la partie. Pour choisir les sorts disponibles, ils retiennent une approche pragmatique qui prend en compte leur intérêt stratégique et leur cohérence avec le thème du jeu, mais aussi la quantité de travail nécessaire pour les incorporer dans le programme.
Le jeu est initialement conçu pour être joué uniquement à deux. Au dernier moment, Electronic Arts leur demande cependant d’ajouter une option permettant de jouer seul contre le programme. Pour tenir les délais, ils doivent donc programmer une intelligence artificielle en seulement un mois. Pour ne pas ralentir le jeu et éviter le travers de certains wargames, dans lesquels plusieurs minutes peuvent être nécessaires à l’ordinateur pour jouer son coup, ils décident de privilégier la rapidité de l’intelligence artificielle par rapport à ses compétences stratégiques, ce qui contribue également à rendre le programme moins prévisible. Avec un peu de travail, ils parviennent à produire une intelligence artificielle relativement efficace et jouant ses coups si rapidement qu’ils doivent finalement la ralentir artificiellement pour donner l’impression au joueur que le programme réfléchi. L’implémentation d’une intelligence artificielle leur permet également d’ajouter un mode spectateur dans lequel les deux camps sont joués par le programme. Dès la décision d’ajouter un mode permettant de jouer seul contre le programme, ils envisagent en effet de permettre au joueur de choisir son camp, ce qui implique de développer une intelligence artificielle capable de jouer aussi bien les noirs que les blancs. En implémentant cette option, Anne Westfall comprend rapidement qu’avec quelques ajustements, ils peuvent ainsi facilement créer un mode spectateur. Ce dernier est d’abord utiliser pour tester le jeu mais il se révèle également efficace pour en faire des démonstrations, avant de devenir un argument de vente : Après la sortie du jeu, les magasins d’informatique peuvent en effet utiliser ce mode spectateur pour en faire la publicité.

## Adaptations
Le jeu a bénéficié d'une suite, intitulée Archon II: Adept et publié en 1984. Il a également bénéficié de deux remakes, Archon Ultra (1994) et Archon: Classic (2010).

## Accueil
Le jeu est l'une des entrées de l'ouvrage Les 1001 jeux vidéo auxquels il faut avoir joué dans sa vie.